# Тейссен, Антуан Хюберт
Антуан Хюберт Тейссен (нидерл. Antoine Hubert Thijssen SVD, 25 мая 1906 года, Нидерланды — 7 июня 1982 год, Ларантука, Индонезия) — католический прелат, апостольский викарий Энде с 8 марта 1951 года по 3 января 1961 год, епископ Ларантуки с 3 января 1961 года по 23 февраля 1973 год, апостольский администратор Денпасара с 23 февраля 1973 года по 4 сентября 1980 года, член монашеской конгрегации вербистов.

## Биография
31 января 1932 года Антуан Хюберт Тейссен был рукоположён в священника в монашеской конгрегации вербистов.
8 марта 1951 года Римский папа Пий XII назначил Антуана Хюберта Тейссена титулярным епископом Нилополиса и апостольским викарием Энде. 3 мая 1951 года состоялось рукоположение Антуана Хюберта Тейссена в епископа, которое совершил апостольский викарий Малых Зондских островов и титулярный епископ Арки Армянской Гейнрих Левен в сослужении с апостольским викарием Атабуа титулярным епископом Кандибы Жаком Пессерсом и апостольским викарием Ларантуки и титулярным епископом Акинды Габриэлем Вильгельмом Манеком.
3 января 1961 года Римский папа Иоанн XXIII назначил Антуана Хюберта Тейссена епископом Ларантуки.
Принимал участие в работе I, II, III и IV сессий Второго Ватиканскорго собора.
23 февраля 1973 года Антуан Хюберт Тейссен был назначен апостольским администратором Денпасара и титулярным епископом Эгуги.
4 сентября 1980 года подал в отставку. Скончался 7 июня 1982 года в городе Ларантука.